# Gertrude de Saxe (1115-1143)
Pour les articles homonymes, voir Gertrude.
Gertrude de Supplinbourg, née le 18 avril 1115 et morte le 18 avril 1143, était l'unique enfant survivante de l'empereur Lothaire III et de Richenza de Nordheim. Par son premier mariage avec le duc Henri le Superbe, elle fut duchesse de Bavière de 1127, margravine de Toscane de 1136, et duchesse de Saxe de 1137 jusqu'à la mort de son mari en 1139. Plus tard, par son second mariage avec le margrave Henri II Jasomirgott, elle fut margravine d'Autriche de 1142 et à nouveau duchesse de Bavière de 1143 jusqu'à sa mort. Elle exerçait également comme régente du duché de Saxe durant la minorité de son fils, Henri le Lion, de 1139 à 1142. 

## Biographie
Seule fille de Lothaire de Supplinbourg (1075-1137), duc de Saxe depuis 1106, et de son épouse Richenza de Nordheim (1088-1141), Gertrude est née au jour de Pâques en 1115 – 15 ans après ses parents sont mariés. Son arrière-grand-père maternel, Otton de Nordheim, fut un des chefs de la révolte des Saxons contre le règne du roi Henri IV. Elle est la petite-fille de Gertrude de Brunswick.
À la mort du dernier empereur salien, Henri V, son père Lothaire, soutenu par l'archevêque Adalbert de Mayence, fut élu roi des Romains en septembre 1125 et fut à la tête du Saint Empire romain de 1133 jusqu'à sa mort.

### Premier mariage
Décisive pour l'élection de Lothaire contre son rival Frédéric II de Souabe était la vote de Henri le Noir, duc de Bavière. Afin de renforcer les liens avec la dynastie des Welf, Lothaire maria Gertrude une première fois à Henri le Superbe, fils de Henri le Noir et duc de Bavière à partir de 1126. Une cérémonie fastueuse fut organisée le 29 mai 1127 sur la rive droite du Lech près d'Augsbourg, et le duc Henri devint un fidèle soutien de Lothaire dans son combat contre la maison de Hohenstaufen. 
Cette union marqua par ailleurs l'ascension des Welf : en 1136, Lothaire investit Henri de la marche de Toscane et, à sa mort en 1137, Henri lui succéda comme duc de Saxe, héritant au passage de terres allodiales saxonnes autour de Süpplingenburg, Brunswick et Northeim. D'après le chroniqueur contemporain Otton de Freising, il se dit souverain sur un royaume qui s'étendait du Danemark à la Sicile ( « A mari usque ad mare, id est a Dania usque in Siciliam. »).  
Un seul enfant fut issu de cette union : Henri le Lion, né en 1129, qui devint plus tard duc de Saxe et de Bavière.
Le mari de Gertrude devait ses terres impériales à son beau-père mais aussi arrogant que puissant, il ne parvint pas à lui succéder également dans son titre de roi des Romains, qui fut en revanche remporté par Conrad III de Hohenstaufen lors de l'élection impériale de 1138. Il refusa de lui rendre hommage et fut donc banni et dépouillé de ses duchés bavarois et saxon, que Conrad donna à ses rivaux Léopold d'Autriche et Albert l'Ours, respectivement. Alors qu'il tentait de défendre ses droits en Saxe, Henri mourut soudainement à Quedlinburg en 1139, laissant Gertrude avec leur fils âgé de 10 ans. 

### Régence
En tant que régente de la Saxe, Gertrude parvint, avec l'aide de sa mère, l'impératrice Richenza, à protéger l'héritage de son fils en scellant un accord avec Conrad III. En 1142, Henri le Lion recouvra le duché de Saxe des mains de Conrad, après qu'Albert l'Ours ait renoncé à ses droits. Henri renonça quant à lui à ses droits au duché de Bavière, que Conrad céda au margrave Henri II d'Autriche, issu de la maison de Babenberg, qui devait épouser Gertrude.

### Second mariage
Gertrude et Henri II se marièrent le 1er mai 1142 à Brunswick. Ils eurent une fille, Richenza (1143 † 1200), qui épousera en 1173 Henri V de Stefling († 1190), landgrave de Riedenburg. Cette seconde union ne produisit pas d'héritiers mâles car Gertrude mourut en accouchant à l'abbaye de Klosterneuburg, en Autriche, le 18 avril 1143, le jour même de son 28ème anniversaire. Elle fut enterrée à l'abbaye de Heiligenkreuz, dans le Wienerwald.
Henri épousa en secondes noces Théodora Comnène, une nièce de l'empereur de Byzance Manuel Ier. En 1152, Frédéric Barberousse succéda à son oncle Conrad III ; il restitua en 1156 au fils de Gertrude le duché de Bavière. 